# Giessenburg
Giessenburg (51° 51′ N, 4° 53′ L) é uma cidade dos Países Baixos, na província de Holanda do Sul. Giessenburg pertence ao município de Giessenlanden, e está situada a 6 km, a oeste de Gorinchem.
Em 2001, a cidade de Giessenburg tinha 2514 habitantes. A área urbana da cidade é de 0.43 km², e tem 911 residências.
A área de Giessenburg, que também inclui as partes periféricas da cidade, bem como a zona rural circundante, tem uma população estimada em 2900 habitantes.